# Austrelatus maindai
Austrelatus maindai (лат.) — вид жуков-плавунцов рода Austrelatus из подсемейства Copelatinae (Dytiscidae). Новая Гвинея. Видовое название A. maindai дано в честь Тобиаса Майнда (Tobias Mainda), натуралиста и эксперта по жукам-жужелицам.

## Распространение и экология
Встречается в Индонезии на острове Новая Гвинея (провинция Папуа, Sarmi Regency, на высотах 70—150 м над уровнем моря). В Foja Mts вид был собран из небольших луж возле водопада в лесу. Образцы из Togonfo были взяты из заполненного водой дупла в стволе дерева.

## Описание
Мелкие жуки-плавунцы, длина около 5,5 мм. Представителей можно отличить от близких видов по следующей комбинации признаков: срединная доля гениталий имеет доли дорсального склерита шире, левая дорсальная доля с неглубокой поверхностной вогнутостью при виде слева сбоку и она покрыта мелкими спинулоподобными структурами, её вершина более или менее прямая. Надкрылья с 11+1 бороздками. Голова желтовато-красная, за глазами узко темнее. Пронотум буровато-чёрный на диске и желтовато-красный по бокам, особенно у передних углов. Надкрылья буровато-чёрные, с отчётливой, довольно широкой, желтовато-красной базальной полосой и крупным, часто расширяющимся между полосами и латерально, жёлтым пятном на вершине. Щитик красновато-коричневый до буровато-чёрного. Антенны, другие головные придатки, а также передние и средние ноги желтовато-красные, задние ноги отчётливо темнее, особенно дистально. Брюшная сторона красновато-коричневая до коричневой, бледнее на про- и метавентрите и брюшных вентритах 1-3.